# NGC 6120
NGC 6120 (również PGC 57842 lub UGC 10343) – galaktyka spiralna (Sd/P), znajdująca się w gwiazdozbiorze Korony Północnej. Odkrył ją William Herschel 17 marca 1787 roku.